# S. Fischer Verlag

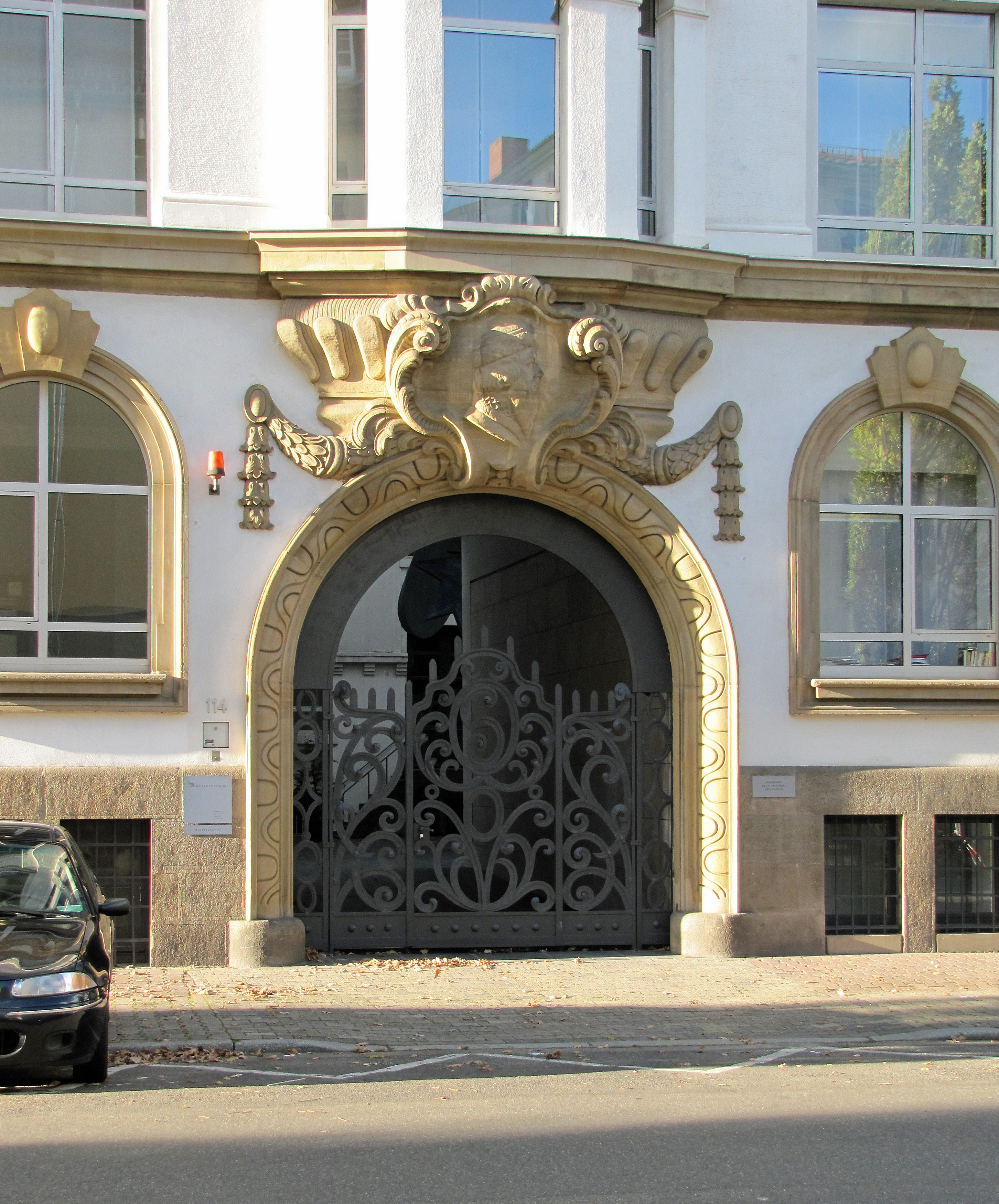
Ingången till förlagets huvudkontor i Frankfurt am Main.

S. Fischer Verlag är ett bokförlag i Frankfurt am Main i Tyskland, grundat 1886 i Berlin av Samuel Fischer. Sedan 1962 tillhör företaget Verlagsgruppe Georg von Holtzbrinck.
Förlaget har på tyska publicerat verk av bland andra Bertolt Brecht, Hermann Hesse, T.S. Eliot, Thomas Mann och George Bernard Shaw.